# MSV Cherusker Görlitz
Der MSV Cherusker Görlitz war ein deutscher Militärsportverein aus Görlitz in der schlesischen Oberlausitz.

## Geschichte
Der Verein wurde als SV Cherusker Görlitz gegründet und gehörte dem Südostdeutschen Fußball-Verband an. Ungefähr 1935 erfolgte die Umbenennung in MSV Cherusker Görlitz. Der Name Cherusker stammt von dem antiken germanischen Volksstamm. In der Saison 1933/34 gewann Cherusker Görlitz die Kreisklasse und nahm an der Aufstiegsrunde zur Bezirksliga Niederschlesien teil, welche erfolgreich bestritten wurde. Die erste Saison in der zweitklassigen Bezirksliga wurde auf Platz 2 abgeschlossen. Bereits 1935/36 gewann Görlitz die Gruppe West der Bezirksliga und traf auf den Sieger der Gruppe Ost, SC Schlesien Haynau. Durch zwei 1:0-Erfolge wurde Görlitz Meister der Bezirksliga Niederschlesien und durfte somit an der Aufstiegsrunde zur Gauliga Schlesien teilnehmen. In dieser waren der Reichsbahn-SV Gleiwitz und der SC Hertha Breslau jedoch zu stark, so dass der Sprung in die erste Liga knapp verpasst wurde. Im selben Jahr qualifizierte sich Görlitz für die Hauptrunde des Tschammerpokals. Gegen den Berliner SV 92 verlor Cherusker zu Hause knapp mit 1:2 und schied in der ersten Runde aus.
Auch 1936/37 gewann Görlitz seine regionale Gruppe und traf diesmal in den Finalspielen auf den VfB Liegnitz, verlor jedoch beide Spiele. Nach der Saison 1938/39 zog sich der Verein kriegsbedingt vom Spielbetrieb zurück. Spätestens 1945 erlosch der Verein komplett.
Im Feldhandball gelang dem Verein zur Spielzeit 1937/38 der Sprung in die oberste Handball-Gauliga Schlesien. Auch hier erfolgte kriegsbedingt der Rückzug nach der Spielzeit 1938/39.

## Erfolge
- 1 Teilnahme am Tschammerpokal: 1936
- 1 Teilnahme an der Aufstiegsrunde zur Gauliga Schlesien: 1936